# Oscar ai migliori effetti speciali
L'Oscar ai migliori effetti speciali (Academy Award for Best Visual Effects) viene assegnato ai tecnici degli effetti speciali votati come migliori dal comitato Visual Effects Branch Executive all'interno dell'Academy of Motion Picture Arts and Sciences, cioè l'ente che assegna gli Academy Awards, i celebri premi conosciuti in Italia come premi Oscar. 
Il premio viene assegnato tenendo conto del contributo che gli effetti visivi hanno all'interno della produzione del film e tenendo conto dell'abilità e la fedeltà con cui vengono ottenuti. Il premio viene assegnato al massimo a quattro tecnici che hanno contribuito direttamente alla produzione degli effetti visivi.
Dal 1940 al 1963 il premio veniva assegnato a due persone, 1 per gli effetti visivi e uno per gli effetti audio, anche se non sempre venivano assegnati tutti e due. Fino al 1964 la categoria premiata veniva chiamata in inglese Best Special Effects, l'anno dopo fu cambiata in Best Special Visual Effects.
Ci sono state 9 edizioni in cui l'Oscar per gli effetti speciali non è stato assegnato, ma si è assegnato l'Oscar Special Achievement Award per gli effetti visivi.

## Vincitori e candidati
Vengono di seguito indicati in grassetto i vincitori. Ove ricorrente e disponibile, viene indicato il titolo in lingua italiana e quello in lingua originale tra parentesi. Per ogni tecnico viene indicato il film che gli ha valso la candidatura. Gli anni indicati sono quelli in cui è stato assegnato il premio e non quello in cui è stato prodotto il film.

### 1940
- 1940
  - Fred Sersen (effetti visivi) e Edmund H. Hansen (effetti audio) - La grande pioggia (The Rains Came)
  - John R. Cosgrove (effetti visivi), Fred Albin (effetti audio) e Arthur Johns (effetti audio) - Via col vento (Gone with the Wind)
  - Roy Davidson (effetti visivi) e Edwin C. Hahn (effetti audio) - Avventurieri dell'aria (Only Angels Have Wings)
  - Byron Haskin (effetti visivi) e Nathan Levinson (effetti audio) - Il conte di Essex (The Private Lives of Elizabeth and Essex)
  - Roy Seawright (effetti visivi) - Viaggio nell'impossibile (Topper Takes a Trip)
  - Farciot Edouart (effetti visivi), Gordon Jennings (effetti visivi) e Loren Ryder (effetti audio) - La via dei giganti (Union Pacific)
  - A. Arnold Gillespie (effetti visivi) e Douglas Shearer (effetti audio) - Il mago di Oz (The Wizard of Oz)
- 1941
  - Lawrence W. Butler (effetti visivi) e Jack Whitney (effetti audio) - Il ladro di Bagdad (The Thief of Bagdad)
  - Fred Sersen (effetti visivi) e Edmund H. Hansen (effetti audio) - Alla ricerca della felicità (The Blue Bird)
  - A. Arnold Gillespie (effetti visivi) e Douglas Shearer (effetti audio) - La febbre del petrolio (Boom Town)
  - John P. Fulton (effetti visivi), Bernard B. Brown (effetti audio) e Joseph Lapis (effetti audio) - Hellzapopping in Grecia (The Boys from Syracuse)
  - Gordon Jennings (effetti visivi) e Farciot Edouart (effetti visivi) - Dr. Cyclops
  - Paul Eagler (effetti visivi) e Thomas T. Moulton (effetti audio) - Il prigioniero di Amsterdam (Foreign Correspondent)
  - John P. Fulton (effetti visivi), Bernard B. Brown (effetti audio) e William Hedgecock (effetti audio) - Il ritorno dell'uomo invisibile (The Invisible Man Returns)
  - R. T. Layton (effetti visivi), R. O. Binger (effetti visivi) e Thomas T. Moulton (effetti audio) - Viaggio senza fine (The Long Voyage Home)
  - Roy Seawright (effetti visivi) e Elmer Raguse (effetti audio) - Un milione di anni fa (One Million B.C.)
  - Jack Cosgrove (effetti visivi) e Arthur Johns (effetti audio) - Rebecca - La prima moglie (Rebecca)
  - Byron Haskin (effetti visivi) e Nathan Levinson (effetti audio) - Lo sparviero del mare (The Sea Hawk)
  - Vernon L. Walker (effetti visivi) e John O. Aalberg (effetti audio) - Robinson nell'isola dei corsari (Swiss Family Robinson)
  - Farciot Edouart (effetti visivi), Gordon Jennings (effetti visivi) e Loren Ryder (effetti audio) - Tifone sulla Malesia (Typhoon)
  - Howard J. Lydecker (effetti visivi), William Bradford (effetti visivi), Ellis J. Thackery (effetti visivi) e Herbert Norsch (effetti audio) - Women in War
- 1942
  - Farciot Edouart, Gordon Jennings e Louis Mesenkop - I cavalieri del cielo (I Wanted Wings)
  - Farciot Edouart, Gordon Jennings e Louis Mesenkop - Aloma dei mari del sud (Aloma of the South Seas)
  - A. Arnold Gillespie e Douglas Shearer - Ritorna se mi ami (Flight Command)
  - John Fulton e John Hall - La donna invisibile (The Invisible Woman)
  - Byron Haskin e Nathan Levinson - Il lupo dei mari (The Sea Wolf)
  - Lawrence W. Butler e William H. Wilmarth - Lady Hamilton (That Hamilton Woman)
  - Roy Seawright e Elmer Raguse - Una bionda in paradiso (Topper Returns)
  - Fred Sersen e Edmund H. Hansen - Il mio avventuriero (A Yank in the R.A.F.)
- 1943
  - Gordon Jennings, Farciot Edouart, William L. Pereira e Louis Mesenkop - Vento selvaggio (Reap the Wild Wind)
  - Fred Sersen, Roger Heman e George Leverett - Il cigno nero (The Black Swan)
  - Byron Haskin e Nathan Levinson - L'avventura impossibile (Desperate Journey)
  - Howard Lydecker e Daniel J. Bloomberg - I falchi di Rangoon (Flying Tigers)
  - John Fulton e Bernard B. Brown - Joe l'inafferrabile (Invisible Agent)
  - Lawrence W. Butler e William H. Wilmarth - Il libro della jungla (Jungle Book)
  - A. Arnold Gillespie, Warren Newcombe e Douglas Shearer - La signora Miniver (Mrs. Miniver)
  - Vernon L. Walker e James G. Stewart - La Marina è vittoriosa (The Navy Comes Through)
  - Ronald Neame e C. C. Stevens - Volo senza ritorno (One of Our Aircraft Is Missing)
  - Jack Cosgrove, Ray Binger e Thomas T. Moulton - L'idolo delle folle (The Pride of the Yankees)
- 1944
  - Fred Sersen e Roger Heman - Agguato sul fondo (Crash Dive)
  - Hans Koenekamp, Rex Wimpy e Nathan Levinson - Arcipelago in fiamme (Air Force)
  - Vernon L. Walker, James G. Stewart e Roy Granville - 19º stormo bombardieri (Bombardier)
  - Clarence Slifer, Ray O. Binger e Thomas T. Moulton - Fuoco a oriente (The North Star)
  - Gordon Jennings, Farciot Edouart e George Dutton - Sorelle in armi (So Proudly We Hail!)
  - A. Arnold Gillespie, Donald Jahraus e Michael Steinore - Forzate il blocco (Stand by for Action)
- 1945
  - A. Arnold Gillespie, Donald Jahraus, Warren Newcombe e Douglas Shearer - Missione segreta (Thirty Seconds over Tokyo)
  - Paul Detlefsen, John Crouse e Nathan Levinson - Il pilota del Mississippi (The Adventures of Mark Twain)
  - Vernon L. Walker, James G. Stewart e Roy Granville - Tamara, figlia della steppa (Days of Glory)
  - David Allen, Ray Cory, Robert Wright, Russell Malmgren e Harry Kusnick - Comando segreto (Secret Command)
  - John R. Cosgrove e Arthur Johns - Da quando te ne andasti (Since You Went Away)
  - Gordon Jennings, Farciot Edouart e George Dutton - La storia del dottor Wassell (The Story of Dr. Wassell)
  - Fred Sersen e Roger Heman - Wilson
- 1946
  - John P. Fulton e Arthur W. Johns - L'uomo meraviglia (Wonder Man)
  - Fred Sersen, Sol Halprin, Roger Heman e Harry Leonard - Capitano Eddie (Captain Eddie)
  - Jack Cosgrove - Io ti salverò (Spellbound)
  - A. Arnold Gillespie, Donald Jahraus, Robert A. MacDonald e Michael Steinore - I sacrificati (They Were Expendable)
  - Lawrence W. Butler e Ray Bomba - Notti d'oriente (A Thousand and One Nights)
- 1947
  - Thomas Howard - Spirito allegro (Blithe Spirit)
  - William McGann e Nathan Levinson - L'anima e il volto (A Stolen Life)
- 1948
  - A. Arnold Gillespie, Warren Newcombe, Douglas Shearer e  Michael Steinore - Il delfino verde (Green Dolphin Street)
  - Farciot Edouart, Devereux Jennings, Gordon Jennings, Wallace Kelley, Paul Lerpae e George Dutton - Gli invincibili (Unconquered)
- 1949
  - Paul Eagler, Joseph McMillan Johnson, Russell Shearman, Clarence Slifer, Charles L. Freeman e James G. Stewart - Il ritratto di Jennie (Portrait of Jennie)
  - Ralph Hammeras, Fred Sersen, Edward Snyder e Roger Heman - Il figlio della tempesta (Deep Waters)

### 1950
- 1950
  - ARKO Productions - Il re dell'Africa (Mighty Joe Young)
  - Walter Wanger Pictures - Tulsa
- 1951
  - George Pal Productions - Uomini sulla Luna (Destination Moon)
  - Cecil B. DeMille Productions - Sansone e Dalila (Samson and Delilah)
- 1952
  - Paramount Pictures - Quando i mondi si scontrano (When Worlds Collide)
- 1953
  - Metro-Goldwyn-Mayer - Gli avventurieri di Plymouth (Plymouth Adventure)
- 1954
  - Paramount Pictures - La guerra dei mondi (The War of the Worlds)
- 1955
  - Walt Disney Studios - Ventimila leghe sotto i mari (20,000 Leagues under the Seai)
  - Warner Bros. - Assalto alla Terra (Them!)
- 1956
  - Paramount Pictures - I ponti di Toko-Ri (The Bridges at Toko-Ri)
  - Associated British Picture Corporation - I guastatori delle dighe (The Dam Busters)
  - 20th Century Fox - Le piogge di Ranchipur (The Rains of Ranchipur)
- 1957
  - John Fulton - I dieci comandamenti (The Ten Commandments)
  - A. Arnold Gillespie, Irving Ries e Wesley C. Miller - Il pianeta proibito (Forbidden Planet)
- 1958
  - Walter Rossi - Duello nell'Atlantico (The Enemy Below)
  - Louis Lichtenfield - L'aquila solitaria (The Spirit of St. Louis)
- 1959
  - Tom Howard - Le meravigliose avventure di Pollicino (Tom Thumb)
  - A. Arnold Gillespie e Harold Humbrock - Inferno sul fondo (Torpedo Run)

### 1960
- 1960
  - A. Arnold Gillespie, Robert MacDonald e Milo Lory - Ben-Hur
  - L. B. Abbott, James B. Gordon e Carl Faulkner - Viaggio al centro della Terra (Journey to the Center of the Earth)
- 1961
  - Gene Warren e Tim Baar - L'uomo che visse nel futuro (The Time Machine)
  - A.J. Lohman - La crociera del terrore (The Last Voyage)
- 1962
  - Bill Warrington e Vivian C. Greenham - I cannoni di Navarone (The Guns of Navarone)
  - Robert A. Mattey e Eustace Lycett - Un professore fra le nuvole (The Absent Minded Professor)
- 1963
  - Robert MacDonald e Jacques Maumont - Il giorno più lungo (The Longest Day)
  - A. Arnold Gillespie e Milo Lory - Gli ammutinati del Bounty (Mutiny on the Bounty)
- 1964
  - Emil Kosa Jr. - Cleopatra
  - Ub Iwerks - Gli uccelli (The Birds)
- 1965
  - Peter Ellenshaw, Eustace Lycett e Hamilton Luske - Mary Poppins
  - Jim Danforth - Le 7 facce del Dr. Lao (7 Faces of Dr. Lao)
- 1966
  - John Stears - Agente 007 - Thunderball: Operazione tuono (Thunderball)
  - Joseph McMillan Johnson - La più grande storia mai raccontata (The Greatest Story Ever Told)
- 1967
  - Art Cruickshank - Viaggio allucinante (Fantastic Voyage)
  - Linwood G. Dunn - Hawaii
- 1968
  - L. B. Abbott - Il favoloso dottor Dolittle (Doctor Dolittle)
  - Howard A. Anderson e Jr., Albert Whitlock - Tobruk
- 1969
  - Stanley Kubrick - 2001: Odissea nello spazio (2001: A Space Odyssey)
  - Hal Millar e Joseph McMillan Johnson - Base artica Zebra (Ice Station Zebra)

### 1970
- 1970
  - Robbie Robertson - Abbandonati nello spazio (Marooned)
  - Eugène Lourié e Alex Weldon - Krakatoa, est di Giava (Krakatoa, East of Java)
- 1971
  - A. D. Flowers e L. B. Abbott - Tora! Tora! Tora!
  - Alex Weldon - Patton, generale d'acciaio (Patton)
- 1972
  - Alan Maley, Eustace Lycett e Danny Lee - Pomi d'ottone e manici di scopa (Bedknobs and Broomsticks)
  - Jim Danforth e Roger Dicken - Quando i dinosauri si mordevano la coda (When Dinosaurs Ruled the Earth)
- 1973
  - L. B. Abbott e A. D. Flowers - L'avventura del Poseidon (The Poseidon Adventure)
- 1974
  - Non assegnato
- 1978
  - John Stears, John Dykstra, Richard Edlund, Grant McCune e Robert Blalack - Guerre stellari (Star Wars)
  - Roy Arbogast, Matthew Yuricich, Gregory Jein, Richard Yuricich e Douglas Trumbull - Incontri ravvicinati del terzo tipo (Close Encounters of the Third Kind)

### 1980
- 1980
  - H.R. Giger, Carlo Rambaldi, Brian Johnson, Nick Allder e Denys Ayling - Alien
  - Peter Ellenshaw, Art Cruickshank, Eustace Lycett, Danny Lee, Harrison Ellenshaw e Joe Hale - The Black Hole - Il buco nero (The Black Hole)
  - Derek Meddings, Paul Wilson e John Evans - Moonraker operazione spazio (Moonraker)
  - William A. Fraker, A. D. Flowers e Gregory Jein - 1941 - Allarme a Hollywood (1941)
  - Douglas Trumbull, John Dykstra, Richard Yuricich, Robert Swarthe, David K. Stewart[3] e Grant McCune - Star Trek (Star Trek - The Motion Picture)
- 1982
  - Richard Edlund, Kit West, Bruce Nicholson e Joe Johnston - I predatori dell'arca perduta (Raiders of the Lost Ark)
  - Dennis Muren, Phil Tippett, Ken Ralston e Brian Johnson - Il drago del lago di fuoco (Dragonslayer)
- 1983
  - Carlo Rambaldi, Dennis Muren e Kenneth F. Smith - E.T. l'extra-terrestre (E.T. the Extra-Terrestrial)
  - Douglas Trumbull, Richard Yuricich e David Dryer - Blade Runner
  - Richard Edlund, Michael Wood, Bruce Nicholson - Poltergeist - Demoniache presenze (Poltergeist)
- 1985
  - Dennis Muren, Michael McAlister, Lorne Peterson e George Gibbs - Indiana Jones e il tempio maledetto (Indiana Jones and the Temple of Doom)
  - Richard Edlund, John Bruno, Mark Vargo e Chuck Gaspar - Ghostbusters - Acchiappafantasmi (Ghostbusters)
  - Richard Edlund, Neil Krepela, George Jenson e Mark Stetson - 2010 - L'anno del contatto (2010)
- 1986
  - Ken Ralston, Ralph McQuarrie, Scott Farrar e David Berry - Cocoon
  - Will Vinton, Ian Wingrove, Zoran Perisic e Michael Lloyd - Nel fantastico mondo di Oz (Return to Oz)
  - Dennis Muren, Kit West, John Ellis e David Allen - Piramide di paura (Young Sherlock Holmes)
- 1987
  - Robert Skotak, Stan Winston, John Richardson e Suzanne Benson - Aliens - Scontro finale (Aliens)
  - Lyle Conway, Bran Ferren e Martin Gutteridge - La piccola bottega degli orrori (Little Shop of Horrors)
  - Richard Edlund, John Bruno, Garry Waller e William Neal - Poltergeist II: l'altra dimensione (Poltergeist II: The Other Side)
- 1988
  - Dennis Muren, William George, Harley Jessup e Kenneth Smith - Salto nel buio (Innerspace)
  - Joel Haynek, Robert M. Greenberg, Stan Winston e Richard Greenberg - Predator
- 1989
  - Ken Ralston, Richard Williams, Edward Jones e George Gibbs - Chi ha incastrato Roger Rabbit (Who Framed Roger Rabbit)
  - Richard Edlund, Al DiSarro, Brent Boates e Thaine Morris - Die Hard - Trappola di cristallo (Die Hard)
  - Dennis Muren, Michael McAlister, Phil Tippett e Chris Evans - Willow

### 1990
- 1990
  - John Bruno, Dennis Muren, Hoyt Yeatman e Dennis Skotak - The Abyss
  - Richard Conway e Kent Houston - Le avventure del Barone di Munchausen (The Adventures of Baron Munchausen)
  - Ken Ralston, Michael Lantieri, John Bell e Steve Gawley - Ritorno al futuro - Parte II (Back to the Future: Part II)
- 1992
  - Dennis Muren, Stan Winston, Gene Warren Jr. e Robert Skotak - Terminator 2 - Il giorno del giudizio (Terminator 2: Judgment Day)
  - Eric Brevig, Harley Jessup, Mark Sullivan e Michael Lantieri - Hook - Capitan Uncino (Hook)
  - Mikael Salomon, Allen Hall, Clay Pinney e Scott Farrar - Fuoco assassino (Backdraft)
- 1993
  - Ken Ralston, Doug Chiang, Doug Smythe e Tom Woodruff Jr. - La morte ti fa bella (Death Becomes Her)
  - Richard Edlund, Alec Gillis, Tom Woodruff Jr. e George Gibbs - Alien³
  - Michael L. Fink, Craig Barron, John Bruno e Dennis Skotak - Batman - Il ritorno (Batman Returns)
- 1994
  - Dennis Muren, Stan Winston, Phil Tippett e Michael Lantieri - Jurassic Park
  - Pete Kozachik, Eric Leighton, Ariel Velasco Shaw e Gordon Baker - Nightmare Before Christmas (The Nightmare Before Christmas)
  - Neil Krepela, John Richardson, John Bruno e Pamela Easley - Cliffhanger - L'ultima sfida (Cliffhanger)
- 1995
  - Ken Ralston, George Murphy, Stephen Rosenbaum e Allen Hall - Forrest Gump
  - Scott Squires, Steve Williams, Tom Bertino e Jon Farhat - The Mask
  - John Bruno, Thomas L. Fisher, Jacques Stroweis e Pat McClung - True Lies
- 1996
  - Scott E. Anderson, Charles Gibson, Neal Scanlan e John Cox - Babe - Maialino coraggioso (Babe)
  - Robert Legato, Michael Kanfer, Leslie Ekker e Matt Sweeney - Apollo 13
- 1997
  - Volker Engel, Douglas Smith, Clay Pinney e Joe Viskocil - Independence Day
  - Scott Squires, Phil Tippett, James Straus e Kit West - Dragonheart
  - Stefen Fangmeier, John Frazier, Habib Zargarpour e Henry LaBounta - Twister
- 1998
  - Robert Legato, Mark Lasoff, Thomas L. Fisher e Michael Kanfer - Titanic
  - Dennis Muren, Stan Winston, Randal M. Dutra e Michael Lantieri - Il mondo perduto - Jurassic Park (The Lost World: Jurassic Park)
  - Phil Tippett, Scott E. Anderson, Alec Gillis e John Richardson - Starship Troopers (Starship Troopers)
- 1999
  - Joel Hynek, Nicholas Brooks, Stuart Robertson e Kevin Scott Mack - Al di là dei sogni (What Dreams May Come)
  - Richard R. Hoover, Pat McClung e John Frazier - Armageddon
  - Rick Baker, Hoyt Yeatman, Allen Hall e Jim Mitchell - Il grande Joe (Mighty Joe Young)

### 2000
- 2000
  - John Gaeta, Janek Sirrs, Steve Courtley e Jon Thum - Matrix (The Matrix)
  - John Knoll, Dennis Muren, Scott Squires e Rob Coleman - Star Wars: Episodio I - La minaccia fantasma (Star Wars: Episode I - The Phantom Menace)
  - John Dykstra, Jerome Chen, Henry Anderson e Eric Allard - Stuart Little - Un topolino in gamba (Stuart Little)
- 2001
  - John Nelson, Neil Corbould, Tim Burke e Rob Harvey - Il gladiatore (Gladiator)
  - Scott E. Anderson, Craig Hayes, Scott Stokdyk e Stan Parks - L'uomo senza ombra (The Hollow Man)
  - Stefen Fangmeier, Habib Zargarpour, John Frazier e Walt Conti - La tempesta perfetta (The Perfect Storm)
- 2002
  - Jim Rygiel, Randall William Cook, Richard Taylor e Mark Stetson - Il Signore degli Anelli - La Compagnia dell'Anello (The Lord of the Rings: The Fellowship of the Ring)
  - Dennis Muren, Scott Farrar, Stan Winston e Michael Lantieri - A.I. - Intelligenza artificiale (A.I. Artificial Intelligence)
  - Eric Brevig, John Frazier, Ed Hirsh e Ben Snow - Pearl Harbor
- 2003
  - Jim Rygiel, Joe Letteri, Randall William Cook e Alex Funke - Il Signore degli Anelli - Le due torri (The Lord of the Rings: The Two Towers)
  - John Dykstra, Scott Stokdyk, Anthony LaMolinara e John Frazier - Spider-Man
  - Rob Coleman, Pablo Helman, John Knoll e Ben Snow - Star Wars: Episodio II - L'attacco dei cloni (Star Wars: Episode II - Attack of the Clones)
- 2004
  - Jim Rygiel, Joe Letteri, Randall William Cook e Alex Funke - Il Signore degli Anelli - Il ritorno del re (The Lord of the Rings: The Return of the King)
  - Dan Sudick, Stefen Fangmeier, Nathan McGuinness e Robert Stromberg - Master and Commander - Sfida ai confini del mare (Master and Commander: The Far Side of the World)
  - John Knoll, Hal Hickel, Charles Gibson e Terry Frazee - La maledizione della prima luna (Pirates of the Caribbean: The Curse of the Black Pearl)
- 2005
  - John Dykstra, Scott Stokdyk, Anthony LaMolinara e John Frazier - Spider-Man 2
  - Tim Burke, Roger Guyett, Bill George, John Richardson - Harry Potter e il prigioniero di Azkaban (Harry Potter and the Prisoner of Azkaban)
  - John Nelson, Andy Jones, Erik Nash, Joe Letteri - Io, robot (I, Robot)
- 2006
  - Joe Letteri, Richard Taylor, Brian Van't Hul e Christian Rivers - King Kong
  - Dean Wright, Bill Westenhofer, Jim Berney, Scott Farrar - Le cronache di Narnia - Il leone, la strega e l'armadio (The Chronicles of Narnia: The Lion, the Witch and the Wardrobe)
  - Pablo Helman, Dennis Muren, Randal M. Dutra, Daniel Sudick - La guerra dei mondi (War of the Worlds)
- 2007
  - John Knoll, Hal T. Hickel, Charles Gibson e Allen Hall - Pirati dei Caraibi - La maledizione del forziere fantasma (Pirates of the Caribbean: Dead Man's Chest)
  - Boyd Shermis, Kim Libreri, Chas Jarrett e John Frazier - Poseidon
  - Mark Stetson, Richard R. Hoover, Neil Corbould e Jon Thum - Superman Returns
- 2008
  - Michael L. Fink, Bill Westenhofer, Ben Morris e Trevor Wood - La bussola d'oro (The Golden Compass)
  - John Knoll, Hal T. Hickel, Charlie Gibson e John Frazier - Pirati dei Caraibi - Ai confini del mondo (Pirates of the Caribbean: At World's End)
  - Scott Farrar, Scott Benza, Russell Earl e John Frazier - Transformers
- 2009
  - Eric Barba, Edson Williams, Burt Dalton e Craig Barron - Il curioso caso di Benjamin Button (The Curious Case of Benjamin Button)
  - Nick Davis, Chris Corbould, Timothy Webber e Paul J. Franklin - Il cavaliere oscuro (The Dark Knight)
  - John Nelson, Ben Snow, Daniel Sudick, Shane Mahan - Iron Man

### 2010
- 2010
  - Joe Letteri, Stephen Rosenbaum, Richard Baneham e Andrew R. Jones - Avatar
  - Roger Guyett, Russell Earl, Paul Kavanagh e Burt Dalton - Star Trek
  - Dan Kaufman, Peter Muyzers, Robert Habros, e Matt Aitken - District 9
- 2011
  - Chris Corbould, Andrew Lockley, Pete Bebb e Paul J. Franklin - Inception
  - Ken Ralston, David Schaub, Carey Villegas e Sean Phillips - Alice in Wonderland
  - Tim Burke, John Richardson, Christian Manz e Nicolas Aithadi - Harry Potter e i Doni della Morte - Parte 1 (Harry Potter and the Deathly Hallows: Part I)
  - Michael Owens, Bryan Grill, Stephan Trojansky e Joe Farrell - Hereafter
  - Janek Sirrs, Ben Snow, Ged Wright e Daniel Sudick - Iron Man 2
- 2012
  - Robert Legato, Joss Williams, Ben Grossman e Alex Henning - Hugo Cabret (Hugo)
  - Tim Burke, David Vickery, Greg Butler e John Richardson - Harry Potter e i Doni della Morte - Parte 2 (Harry Potter and the Deathly Hallows: Part II)
  - Erik Nash, John Rosengrant, Dan Taylor e Swen Gillberg - Real Steel
  - Joe Letteri, Dan Lemmon, R. Christopher White e Daniel Barrett - L'alba del pianeta delle scimmie (Rise of the Planet of the Apes)
  - Scott Farrar, Scott Benza, Matthew Butler e John Frazier - Transformers 3 (Transformers: Dark of the Moon)
- 2013
  - Bill Westenhofer, Guillaume Rocheron, Erik-Jan De Boer e Donald R. Elliott - Vita di Pi (Life of Pi)
  - Joe Letteri, Eric Saindon, David Clayton e R. Christopher White - Lo Hobbit - Un viaggio inaspettato (The Hobbit: An Unexpected Journey)
  - Janek Sirrs, Jeff White, Guy Williams e Dan Sudick - The Avengers
  - Richard Stammers, Trevor Wood, Charley Henley e Martin Hill - Prometheus
  - Cedric Nicolas-Troyan, Philip Brennan, Neil Corbould e Michael Dawson - Biancaneve e il cacciatore (Snow White & the Huntsman)
- 2014
  - Tim Webber, Chris Lawrence, Dave Shirk e Neil Corbould - Gravity
  - Joe Letteri, Eric Saindon, David Clayton e Eric Reynolds - Lo Hobbit - La desolazione di Smaug
  - Roger Guyett, Patrick Tubach, Ben Grossmann e Burt Dalton - Into Darkness - Star Trek
  - Christopher Townsend, Guy Williams, Erik Nash e Dan Sudick - Iron Man 3
  - Tim Alexander, Gary Brozenich, Edson Williams e John Frazier - The Lone Ranger
- 2015
  - Paul Franklin, Andrew Lockley, Ian Hunter e Scott Fisher - Interstellar
  - Joe Letteri, Dan Lemmon, Daniel Barrett e Erik Winquist - Apes Revolution - Il pianeta delle scimmie (Dawn of the Planet of the Apes)
  - Dan DeLeeuw, Russell Earl, Bryan Grill e Dan Sudick - Captain America: The Winter Soldier
  - Stephane Ceretti, Nicolas Aithadi, Jonathan Fawkner e Paul Corbould - Guardiani della Galassia (Guardians of the Galaxy)
  - Richard Stammers, Lou Pecora, Tim Crosbie e Cameron Waldbauer - X-Men - Giorni di un futuro passato (X-Men: Days of Future Past)
- 2016
  - Mark Williams Ardington, Sara Bennett, Paul Norris e Andrew Whitehurst - Ex Machina
  - Andrew Jackson, Dan Oliver, Andy Williams e Tom Wood - Mad Max: Fury Road
  - Anders Langlands, Chris Lawrence, Richard Stammers e Steven Warner - Sopravvissuto - The Martian (The Martian)
  - Richard McBride, Matt Shumway, Jason Smith e Cameron Waldbauer - Revenant - Redivivo (The Revenant)
  - Chris Corbould, Roger Guyett, Paul Kavanagh e Neal Scanlan - Star Wars - Il risveglio della Forza (Star Wars: The Force Awakens)
- 2017
  - Robert Legato, Adam Valdez, Andrew R. Jones e Dan Lemmon - Il libro della giungla (The Jungle Book)
  - Craig Hammack, Jason Snell, Jason Billington e Burt Dalton - Deepwater - Inferno sull'oceano (Deepwater Horizon)
  - Stephane Ceretti, Richard Bluff, Vincent Cirelli e Paul Corbould - Doctor Strange
  - Steve Emerson, Oliver Jones, Brian McLean e Brad Schiff - Kubo e la spada magica (Kubo and the Two Strings)
  - John Knoll, Mohen Leo, Hal Hickel e Neil Corbould - Rogue One: A Star Wars Story
- 2018
  - John Nelson, Gerd Nefzer, Paul Lambert e Richard R. Hoover - Blade Runner 2049
  - Joe Letteri, Daniel Barrett, Dan Lemmon e Joel Whist - The War - Il pianeta delle scimmie (War for the Planet of the Apes)
  - Ben Morris, Mike Mulholland, Neal Scanlan e Chris Corbould - Star Wars - Gli ultimi Jedi (Star Wars: The Last Jedi)
  - Stephen Rosenbaum, Jeff White, Scott Benza e Mike Meinardus - Kong: Skull Island
  - Christopher Townsend, Guy Williams, Jonathan Fawkner e Dan Sudick - Guardiani della Galassia Vol. 2 (Guardians of the Galaxy Vol. 2)
- 2019
  - Paul Lambert, Ian Hunter, Tristan Myles e J. D. Schwalm – First Man - Il primo uomo (First Man)
  - Dan DeLeeuw, Kelly Port, Russell Earl e Dan Sudick – Avengers: Infinity War
  - Christopher Lawrence, Michael Eames, Theo Jones e Chris Corbould – Ritorno al Bosco dei 100 Acri (Christopher Robin)
  - Roger Guyett, Grady Cofer, Matthew E. Butler e David Shirk – Ready Player One
  - Rob Bredow, Patrick Tubach, Neal Scanlan e Dominic Tuohy – Solo: A Star Wars Story

### 2020
- 2020
  - Greg Butler, Dominic Tuohy e Guillaume Rocheron - 1917
  - Matt Aitken, Dan DeLeeuw, Russell Earl e Daniel Sudick - Avengers: Endgame
  - Leonardo Estebecorena, Nelson Sepulveda-Fauser, Stephan Grabli e Pablo Helman - The Irishman
  - Roger Guyett, Neal Scanlan, Patrick Tuback e Dominic Tuohy - Star Wars - L'ascesa di Skywalker (Star Wars: The Rise of Skywalker)
  - Andrew R. Jones, Robert Legato, Elliot Newman e Adam Valdez - Il re leone (The Lion King)
- 2021
  - Andrew Jackson, David Lee, Andrew Lockley e Scott Fisher - Tenet
  - Nick Davis, Greg Fisher, Ben Jones e Santiago Colomo Martinez - L'unico e insuperabile Ivan (The One and Only Ivan)
  - Sean Faden, Anders Langlands, Seth Maury e Steve Ingram - Mulan
  - Matthew Kasmir, Christopher Lawrence, Max Solomon e David Watkins - The Midnight Sky
  - Matt Sloan, Genevieve Camilleri, Matt Everitt e Brian Cox - Love and Monsters
- 2022
  - Paul Lambert, Tristen Myles, Brian Connor e Gerd Nefzer - Dune (Dune: Part One)
  - Swen Gillberg, Bryan Grill, Nikos Kalaitzidis e Dan Sudick - Free Guy - Eroe per gioco (Free Guy)
  - Charlie Noble, Joel Green, Jonathan Fawkner e Chris Corbould - No Time to Die
  - Christopher Townsend, Joe Farrell, Sean Noel Walker e Dan Oliver - Shang Chi e la leggenda dei dieci anelli (Shang-Chi and the Legend of the Ten Rings)
  - Kelly Port, Chris Waegner, Scott Edelstein e Dan Sudick - Spider-Man: No Way Home
- 2023
  - Joe Letteri, Richard Baneham, Eric Saindon e Daniel Barrett - Avatar - La via dell'acqua (Avatar: The Way of Water)
  - Frank Petzold, Viktor Müller, Markus Frank e Kamil Jafar - Niente di nuovo sul fronte occidentale (Im Westen nichts Neues)
  - Dan Lemmon, Russell Earl, Anders Langlands e Dominic Tuohy - The Batman
  - Geoffrey Baumann, Craig Hammack, R. Christopher White e Dan Sudick - Black Panther: Wakanda Forever
  - Ryan Tudhope, Seth Hill, Bryan Litson e Scott R. Fisher - Top Gun: Maverick
- 2024
  - Takashi Yamazaki, Kiyoko Shibuya, Masaki Takahashi e Tatsuji Nojima - Godzilla Minus One (ゴジラ-1.0)
  - Jay Cooper, Ian Comley, Andrew Roberts e Neil Corbould - The Creator
  - Stephane Ceretti, Alexis Wajsbrot, Guy Williams e Theo Bialek - Guardiani della Galassia Vol. 3 (Guardians of the Galaxy Vol. 3)
  - Alex Wuttke, Simone Coco, Jeff Sutherland e Neil Corbould - Mission: Impossible - Dead Reckoning - Parte uno (Mission: Impossible - Dead Reckoning - Part One)
  - Charley Henley, Luc Ewen, Martin Fenouillet, Simone Coco e Neil Corbould - Napoleon
- 2025
  - Paul Lambert, Stephen James, Rhys Salcombe e Gerd Nefzer – Dune - Parte due (Dune: Part Two)
  - Eric Barba, Nelson Sepúlveda-Fauser, Daniel Macarin e Shane Mahan – Alien: Romulus
  - Pablo Helman, Jonathan Fawkner, David Shirk e Paul Corbould – Wicked
  - Luke Millar, David Clayton, Keith Herft e Peter Stubbs – Better Man
  - Erik Winquist, Stephen Unterfranz, Paul Story e Rodney Burke – Il regno del pianeta delle scimmie (Kingdom of the Planet of the Apes)